# Ongeluk in de Hauenstein-Scheiteltunnel
Het ongeluk in de Hauenstein-Scheiteltunnel vond plaats op 28 mei 1857 op de grens van de kantons Solothurn en Basel-Landschaft, toen tijdens de bouw van de Hauenstein-Scheiteltunnel brand uitbrak en de tunnel gedeeltelijk instortte. Bij de ramp kwamen 63 mensen om het leven.

## Context

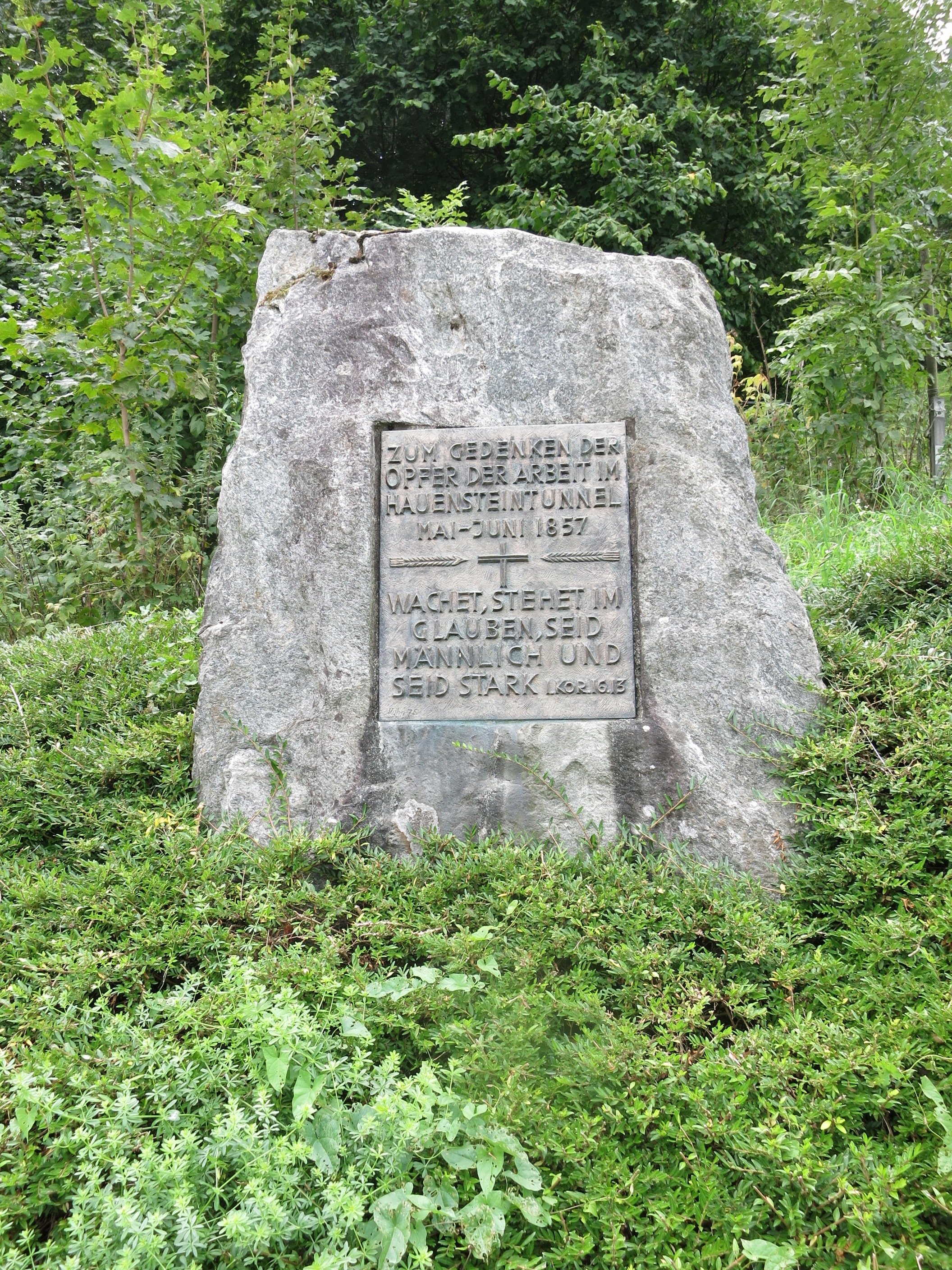
Monument voor de 63 mensen die omkwamen bij het ongeluk in de Hauenstein-Scheiteltunnel op 28 mei 1857.

In 1853 startte de private spoorwegmaatschappij Schweizerische Centralbahn met de aanleg van een spoorlijn tussen Bazel (kanton Basel-Stadt) en Olten (kanton Solothurn), ook de Hauensteinlinie genoemd. Op dit traject zou er tussen Läufelfingen (kanton Basel-Landschaft) en Trimbach (kanton Solothurn) een nieuwe spoorwegtunnel worden uitgegraven, de Hauenstein-Scheiteltunnel.

## Verloop van de ramp
Op 28 mei 1857 ontstond er brand in een smederij die zich in de tunnel bevond, ter hoogte van schacht 1, toen een geteerd touw vuur vatte. Door de brand vatten de bekledingsplaten en de ondersteunende balken in de schacht al gauw vuur. Een deel van de arbeiders kon de tunnel tijdig verlaten. Naar schatting 500 arbeiders werden bewusteloos uit de tunnel bevrijd. Doordat te ondersteunende balken in brand stonden, zorgde dat voor instabiliteit, waardoor de schacht instortte en er een enorme hoeveelheid aarde naar beneden kwam in de tunnelkoker. Op die manier geraakten op twee plekken in totaal 52 arbeiders ingesloten. Het ging om een eerste groep van 31 arbeiders en een tweede groep van 21 arbeiders.
Om de brand te bedwingen werd water aangevoerd in de tunnelkoker en men probeerde het puin weg te ruimen om de ingesloten arbeiders te bevrijden. Doordat het water evenwel in contact kwam met het klei-achtige puin, ontstond echter een grote hoeveelheid van het giftige gas koolstofmonoxide (CO). Desalniettemin zette men de reddingsactie verder, maar deze werd uiteindelijk toch gestaakt toen 11 reddingwerkers overleden aan koolstofmonoxidevergiftiging en anderen het bewustzijn verloren. Tevergeefs werd geprobeerd om de luchtcirculatie in de tunnel te verbeteren, maar dit bleef zonder succes.
Slechts acht dagen na de ramp konden reddingswerkers de holtes met de 52 arbeiders bereiken. Alle 52 arbeiders werden levenloos teruggevonden. Zij waren vermoedelijk eveneens overleden aan gasvergiftiging. In totaal kostte de ramp 63 mensenlevens. De meeste slachtoffers waren Italiaanse gastarbeiders.

## Nasleep
De tunnel en de nieuwe spoorlijn werden in 1858 ingehuldigd. Op met moment van de inhuldiging was de Hauenstein-Scheiteltunnel de langste bergtunnel ter wereld.
In 2017, 160 jaar na de ramp, werd de ramp in Läufelfingen met een lichtspektakel herdacht.

## Galerij

Afbeeldingen van de ramp in Die Gartenlaube
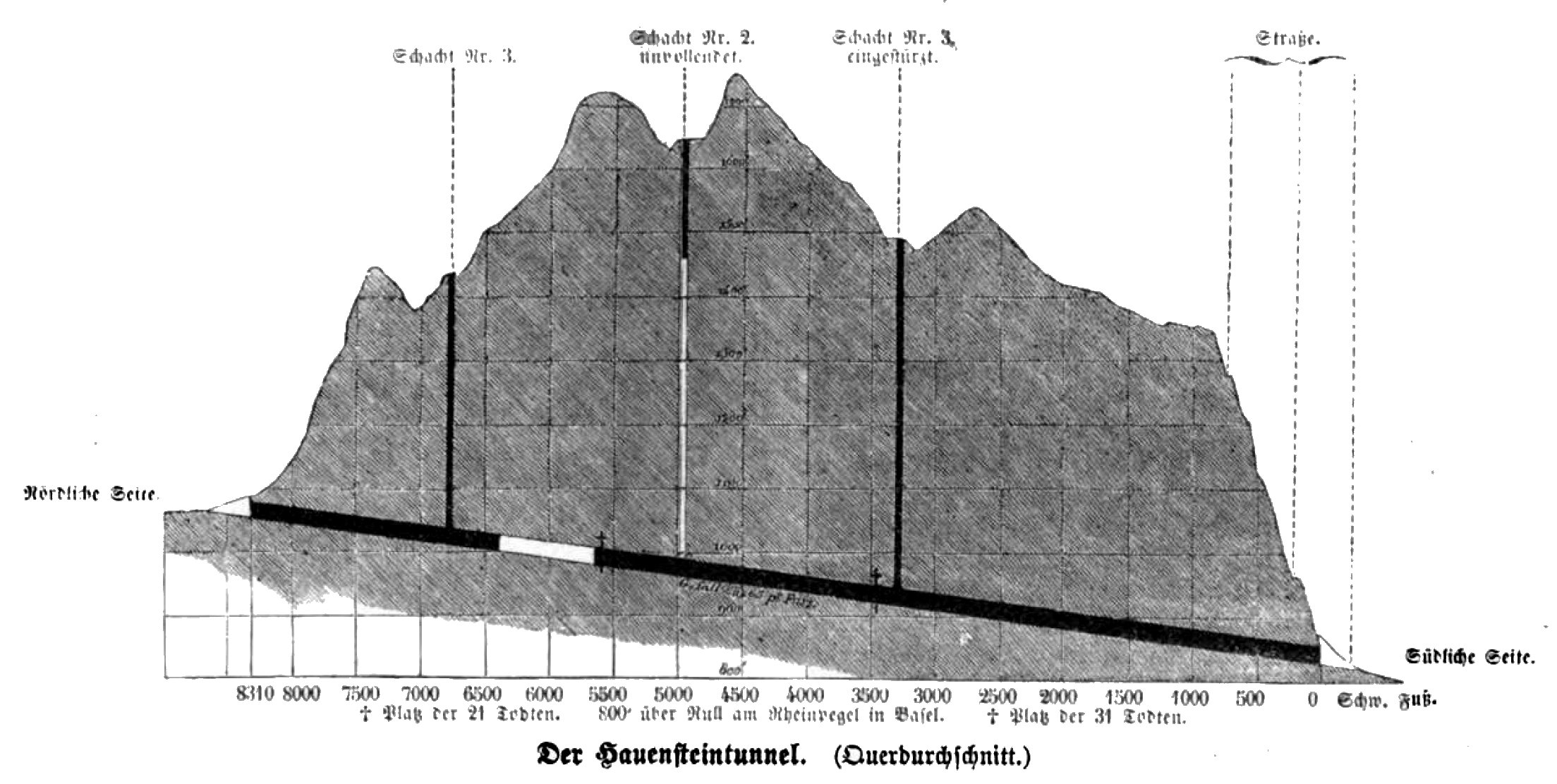
Dwarsdoorsnede van de tunnel op het ogenblik van de ramp. De rechtse schacht stortte in.
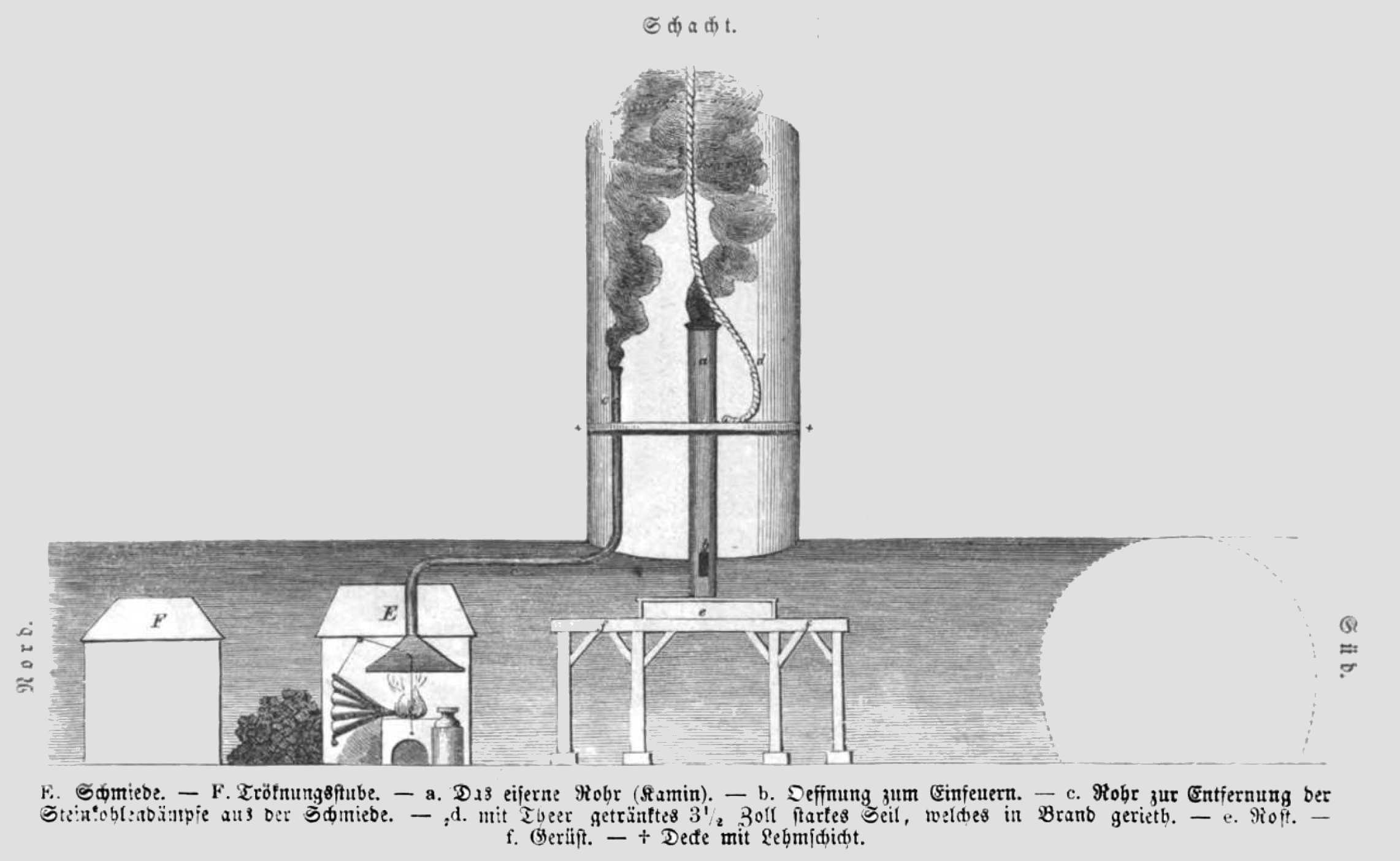
De smederij in de tunnel ter hoogte van de schacht waar het vuur ontstond.
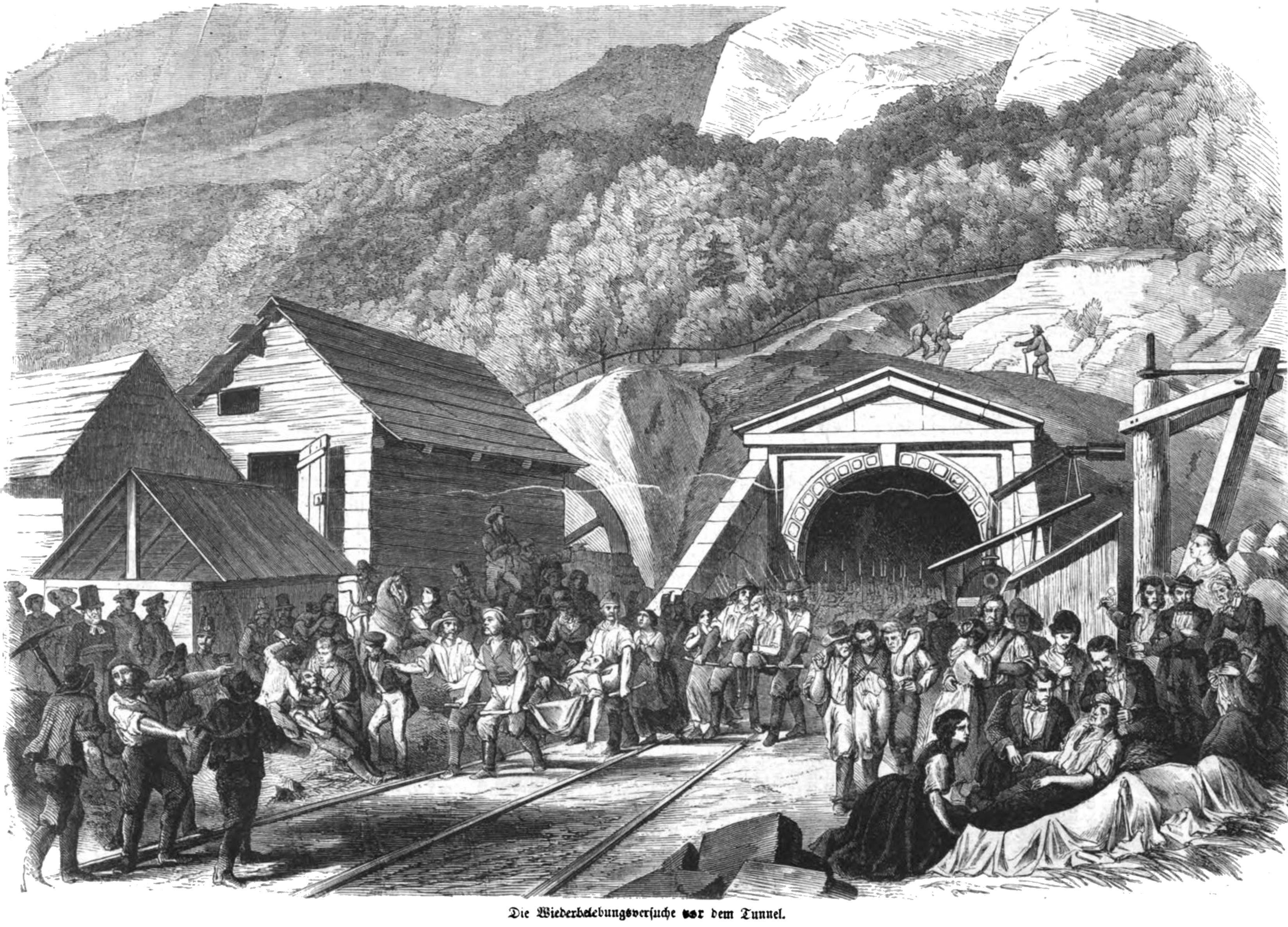
Reddingswerkers evacueren arbeiders uit de tunnel.
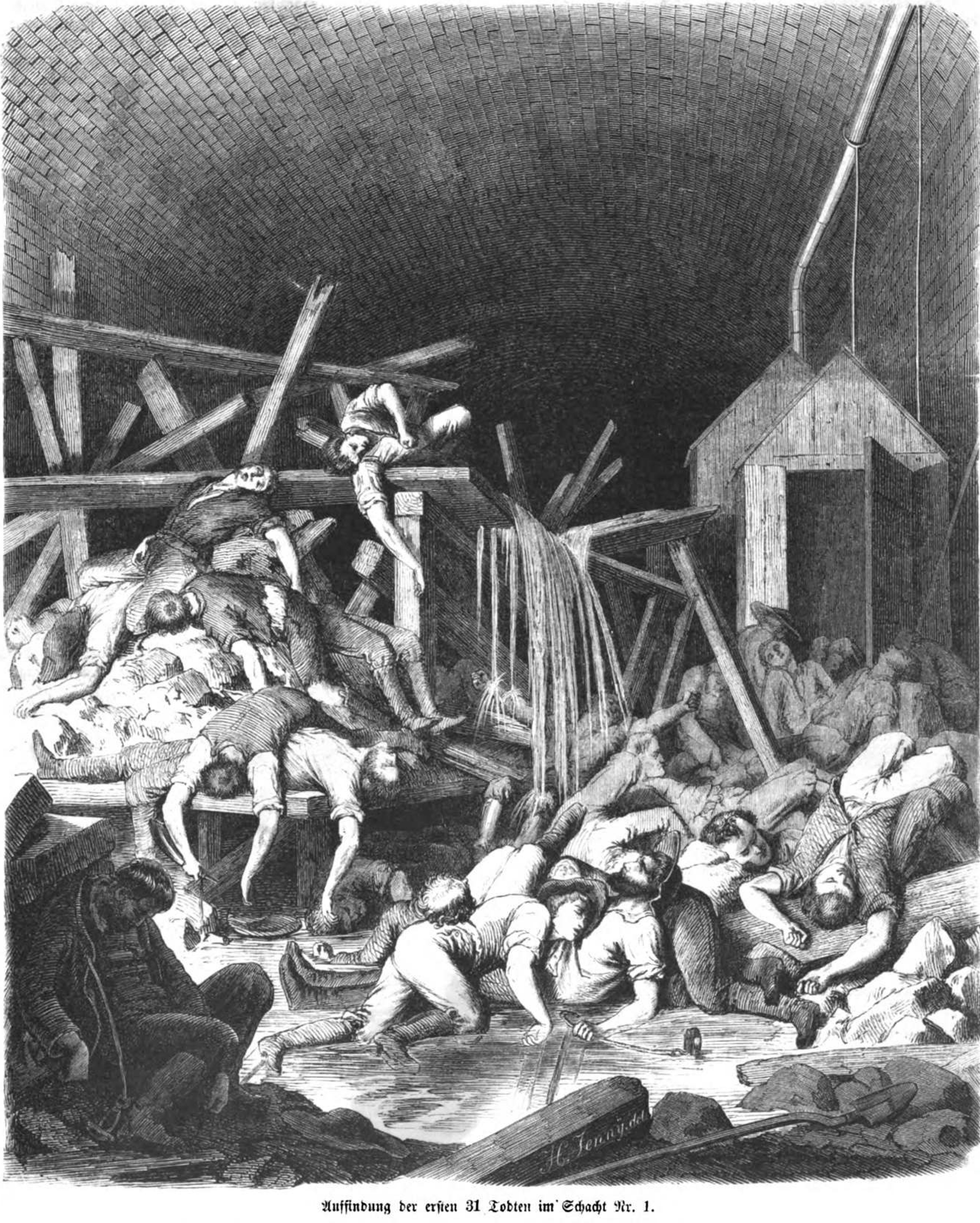
De 31 slachtoffers die werden teruggevonden ter hoogte van de ingestorte schacht.
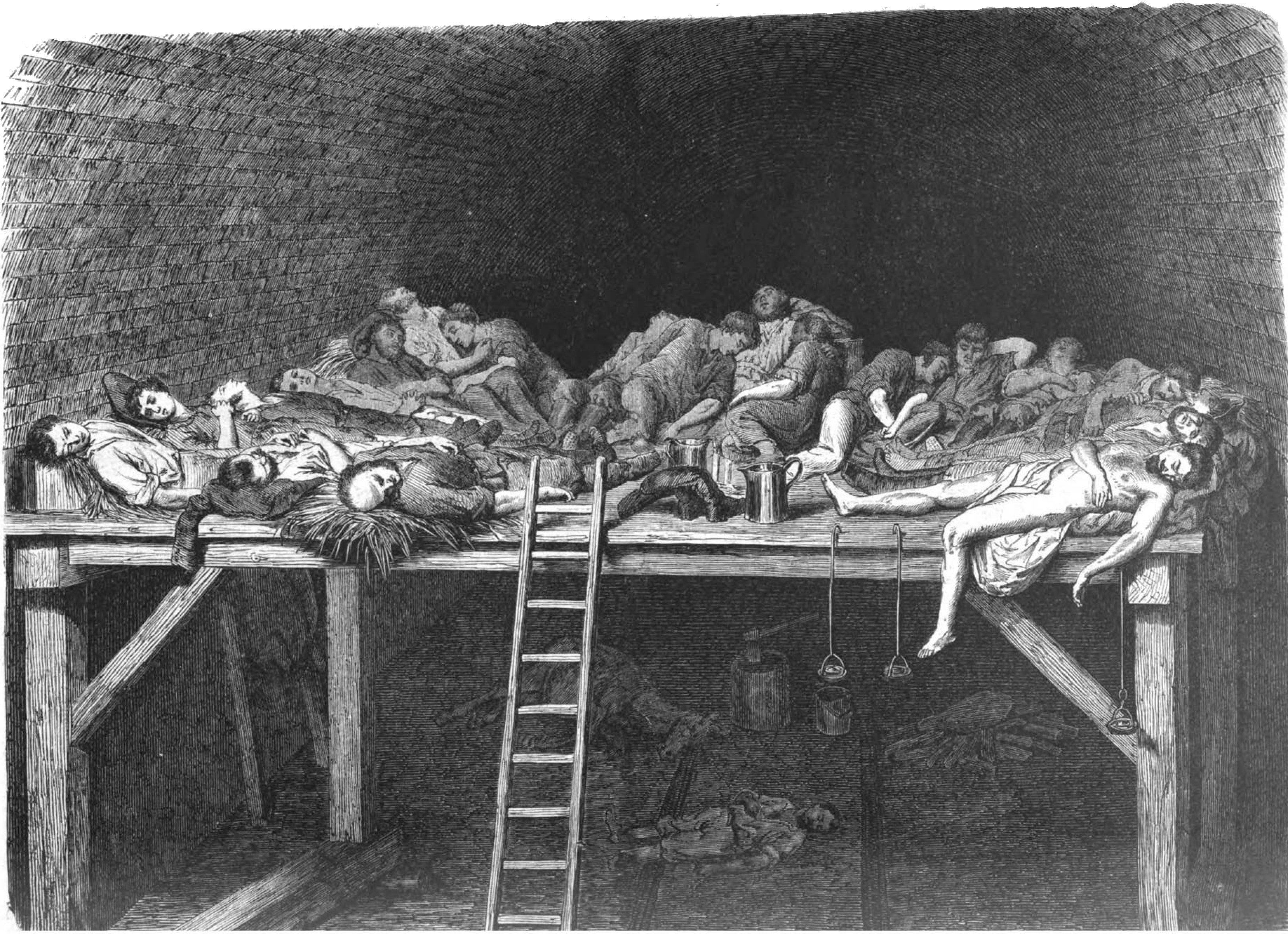
De 21 slachtoffers die aan het uiteinde van de zuidelijke tunnelkoker werden gevonden.
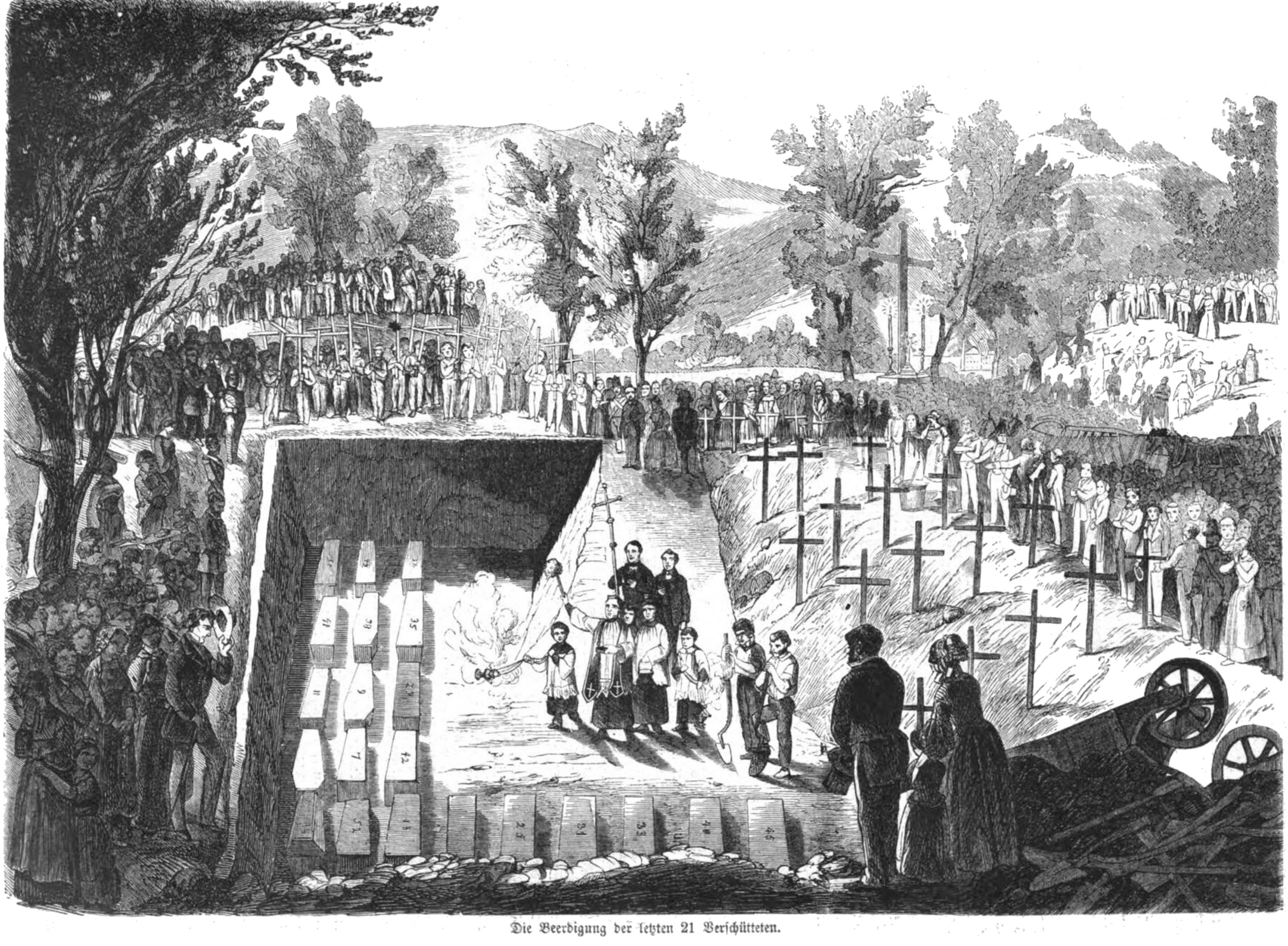
Begrafenisplechtigheid van de 21 laatst gevonden slachtoffers.